# 立德樂洋行
立德樂洋行位於重慶市南岸區南濱路（原上新街新碼頭34號），含山門、倉庫及三棟別墅建築，文物遺址年代為1891年，2009年12月15日列為第二批重慶市文物保護單位。